# Fabio Rothmund
Fabio Rothmund (21 aprile 1999) è un ex giocatore di football americano svizzero che ha giocato nel ruolo di linebacker.